# الآثار الصحية للشاي

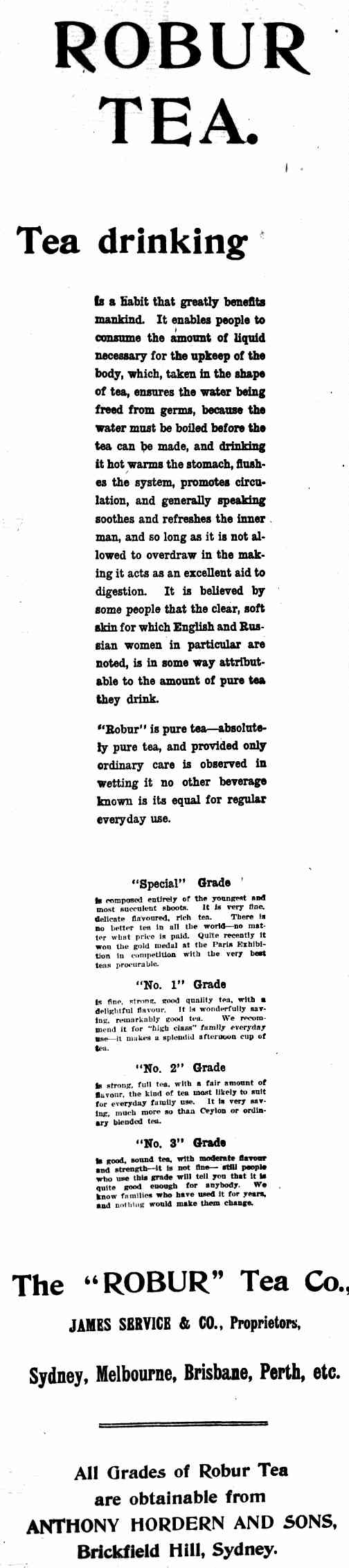
إعلان للشاي في صحيفة سيدني مورنينج هيرالد عام 1912، يصف فوائده الصحية المفترضة

الآثار الصحية للشاي- تم دراسة الشاي على نظاق واسع من خلال الأبحاث السريرية التي أجريت في أوائل القرن الحادي والعشرين، لمعرفة مدى قدراته في خفض مخاطر الإصابة بالأمراض البشرية، وعلى الرغم من ذلك، لا يوجد دليل علمي قوي يدعم أي استخدامات علاجية أخرى للشاي، غير قدرته على زيادة اليقظة المحتملة، وهو التأثير الناجم عن وجود الكافيين في أوراقه.
تشير بعض الدراسات إلى أن الشاي الأخضر والأسود قد يكون لهما تأثيرات مفيدة في الحد من احتمال الإصابة بأمراض القلب والأوعية الدموية، بما في ذلك ضغط الدم والكوليسترول. ومع ذلك، فإن البحث محدود، بما في ذلك كيفية تقييم البيانات والاختلافات في مجموعات الدراسة، الأمر الذي أدى إلى عدم التوصل إلى استنتاجات مؤكدة حول مدى التأثيرات الصحية للشاي.
في المناطق التي لا يوجد بها مياه شرب نقية وآمنة، تعد عملية غلي الماء لإعداد الشاي، أمرًا فعالاً في تقليل الأمراض التي تنقلها المياه، حيث يتم اثتاء عملية غلي الماء قتل الكائنات الحية الدقيقة المسببة للأمراض.

## حسب المكونات أو المواد

### الألومنيوم والحديد والمعادن الأخرى
يمثل شرب الشاي نسبة عالية من الألومنيوم في النظام الغذائي للإنسان. وتعد النسبة آمنة، وإن كانت هناك بعض المخاوف من أن تكون آثار الألومنيوم مرتبطة بمرض الزهايمر. وقد أشارت دراسة تم إجراؤها عام 2013م، إلى أن بعض أنواع الشاي (غالبًا الشاي الصيني) تحتوي على الرصاص، وبعضها (خليط من الهندي والصيني والسريلانكي) تحتوي على الألمنيوم. ولا تزال الأدلة غير كافية للوصول إلى استنتاجات قاطعة حول هذا الموضوع.
وغالبية الدراسات التي تم إجراؤها على الشاي، لم تجد أي ارتباط بين تناول الشاي وامتصاص الحديد. ومع ذلك، فإن شرب كميات كثيرة من الشاي الأسود قد يمنع امتصاص الحديد، وقد يكون مصدر ضرر للأشخاص الذين يعانون من فقر الدم.
وقد أثيرت مخاوف بشأن الطريقة التقليدية المتمثلة في الإفراط في غلي الشاي، واستخدام طريقة الاستخلاص بالإغلاء من أجل إعداد المشروب، الأمر الذي قد يؤدي إلى زيادة كمية الملوثات البيئية المنبعثة والمستهلكة.

### التعرض للفلورايد
تحتوي جميع أوراق الشاي على الفلورايد ؛ ولكن بنسب متباينة، حيث تحتوي الأوراق الناضجة على ما يصل إلى 10 إلى 20 ضعف مستويات الفلورايد الموجودة في الأوراق الصغيرة من النبات نفسه.
يعتمد محتوى الفلورايد في أوراق الشاي على الطريقة التي يتم بها قطف الأوراق المستخدمة، وكذلك على محتوى الفلورايد في التربة التي نمت فيها؛ حيث تمتص نباتات الشاي هذا العنصر بمعدلات أكبر من أية نباتات أخرى. لذلك فإن الاهتمام باختيار المكان الذي يتم فيه زراعة النبات قد يقلل من المخاطر. ويعتقد أن الشاي المحصود يدويًا يحتوي على كمية أقل من الفلورايد من الشاي المحصود بشكل آلي، ففي الطريقة الأولى تكون هناك فرصة أقل بكثير لحصاد الأوراق القديمة أثناء عملية الحصاد. وقد وجدت دراسة بريطانية أجريت عام 2013م على 38 نوعًا من الشاي، أن خلطات الشاي الرخيصة التي تباع في المتاجر الكبرى في المملكة المتحدة، تحتوي على نسب عالية من الفلورايد تصل إلى حوالي 580 ملجم لكل كيلوجرام، ويبلغ متوسط الشاي الأخضر حوالي 397 ملجم لكل كيلوجرام. والمخاليط النقية حوالي 132ملجم لكل كيلوجرام. وأشار الباحثون إلى أن الشاي الأقتصادي ربما يستخدم أوراقًا قديمة، والتي بطبيعة الحال تحتوي على المزيد من الفلورايد. وقاموا بعمل حسبة بسيطة مفادها أن الشخص الذي يشرب لترًا واحدًا من الشاي الأقتصادي يوميًا، سوف يستهلك حوالي 6ملجم من الفلورايد، وهو أعلى من متوسط المستوى الغذائي الموصى به، والمفرر بـ 3-4 ملجم من الفلورايد يوميًا، غير أنه لا يزال أقل من الحد الأقصى المسموح به وهو 10ملجم من الفلورايد يوميًا. يحتوي الشاي المضغوط ،المصنوع من الأوراق المتساقطة والأوراق القديمة والسيقان على أعلى مستويات من الفلورايد.
أشارت إحدى الدراسات إلى أن أوراق الشاي الأخضر تحتوي على تركيز متوسط من الفلورايد يبلغ 52ملجم لكل كجم.

### الأكسالات
يحتوي الشاي على الأكسالات، والإفراط في تناولها ربما يسبب حصوات الكلى، فضلاً عن ارتباطها بالكالسيوم الحر في الجسم. إن التوافر الحيويللأوكسالات من الشاي منخفض، وعليه فإن التأثير السلبي المحتمل يتطلب تناول كميات كبيرة جدًا من الشاي. وقد ارتبط التناول المفرط للشاي الأسود بالفشل الكلوي، بسبب محتواه العالي من الأكسالات (اعتلال الكلية الحاد بالأكسالات).

### الثيانين والكافيين

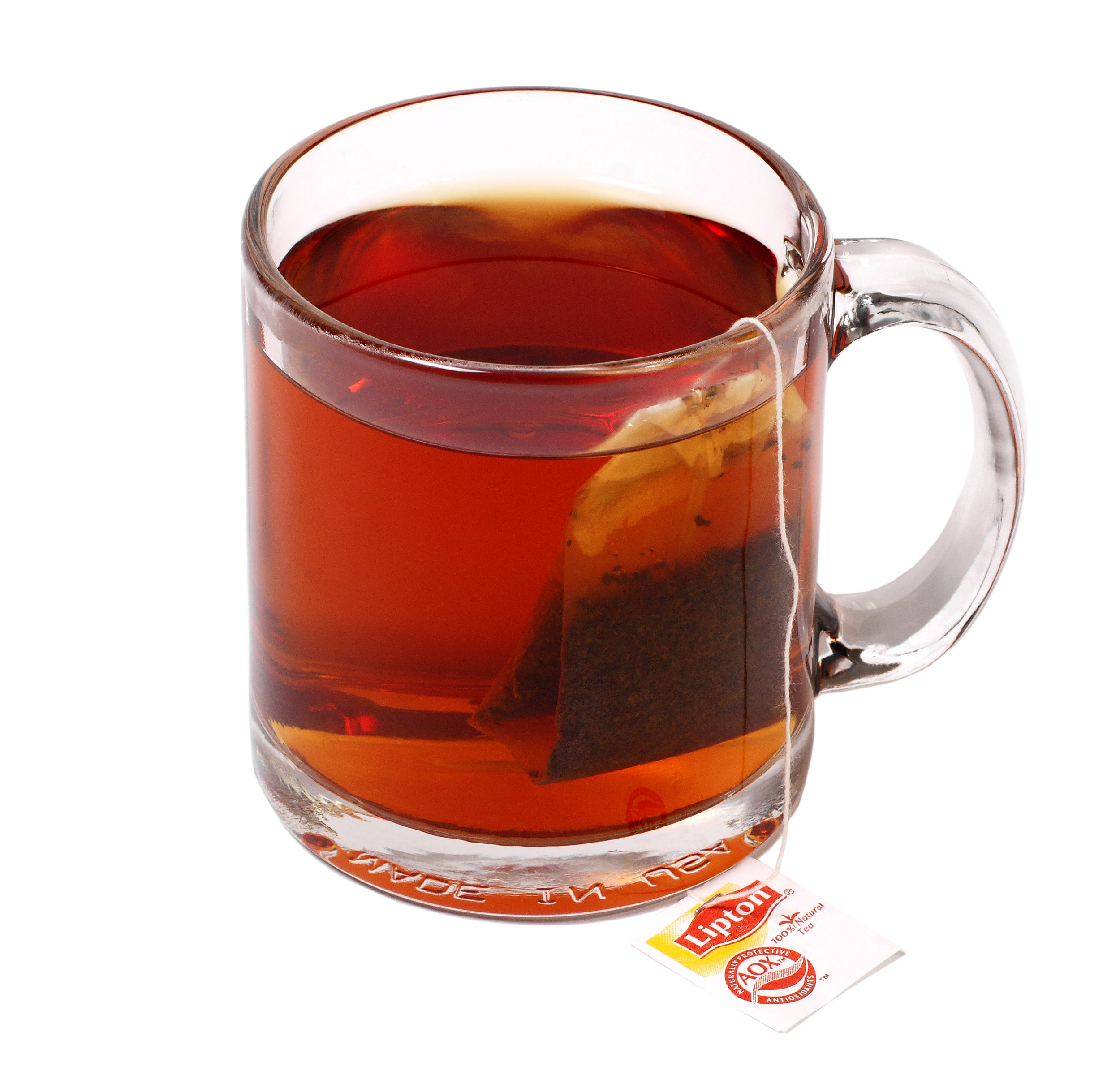

يحتوي الشاي أيضًا على الثيانين والكافيين المنبه بنسبة 3% تقريبًا من وزنه الجاف، وهو ما يعادل ما بين 30ملجم إلى 90ملجم لكل 8 أوصنة أمريكية سائلة (240 مـل) حسب النوع والعلامة التجارية  وطريقة التخمير. يحتوي الشاي أيضًا على كميات صغيرة من الثيوبرومين والثيوفيلين . يحتوي الشاي الجاف على كمية من الكافيين أكبر من القهوة الجافة من حيث الوزن؛ ومع ذلك، يتم استخدام كمية من القهوة الجافة أكبر من الشاي الجاف في تحضير المشروبات النموذجية،  مما ينتج عنه كوب من الشاي المخمر يحتوي على كمية من الكافيين أقل بكثير من كوب من القهوة بنفس الحجم.
يعد الكافيين الموجود في الشاي مدرًا خفيفًا للبول. ومع ذلك، اقترحت الجمعية البريطانية للتغذية أنه يمكن استخدام الشاي لتكملة استهلاك الماء الطبيعي، وأن "نوع الشاي والقهوة والكميات التي نشربها في المملكة المتحدة من غير المرجح أن يكون لها تأثير سلبي [على الترطيب]".

## حسب الشروط

### التأثيرات المعرفية
شرب الشاي المحتوي على الكافيين، ربما يعمل على تحسين اليقظة العقلية؛ وذلك بسبب تأثيرات الكافيين.

### سرطان

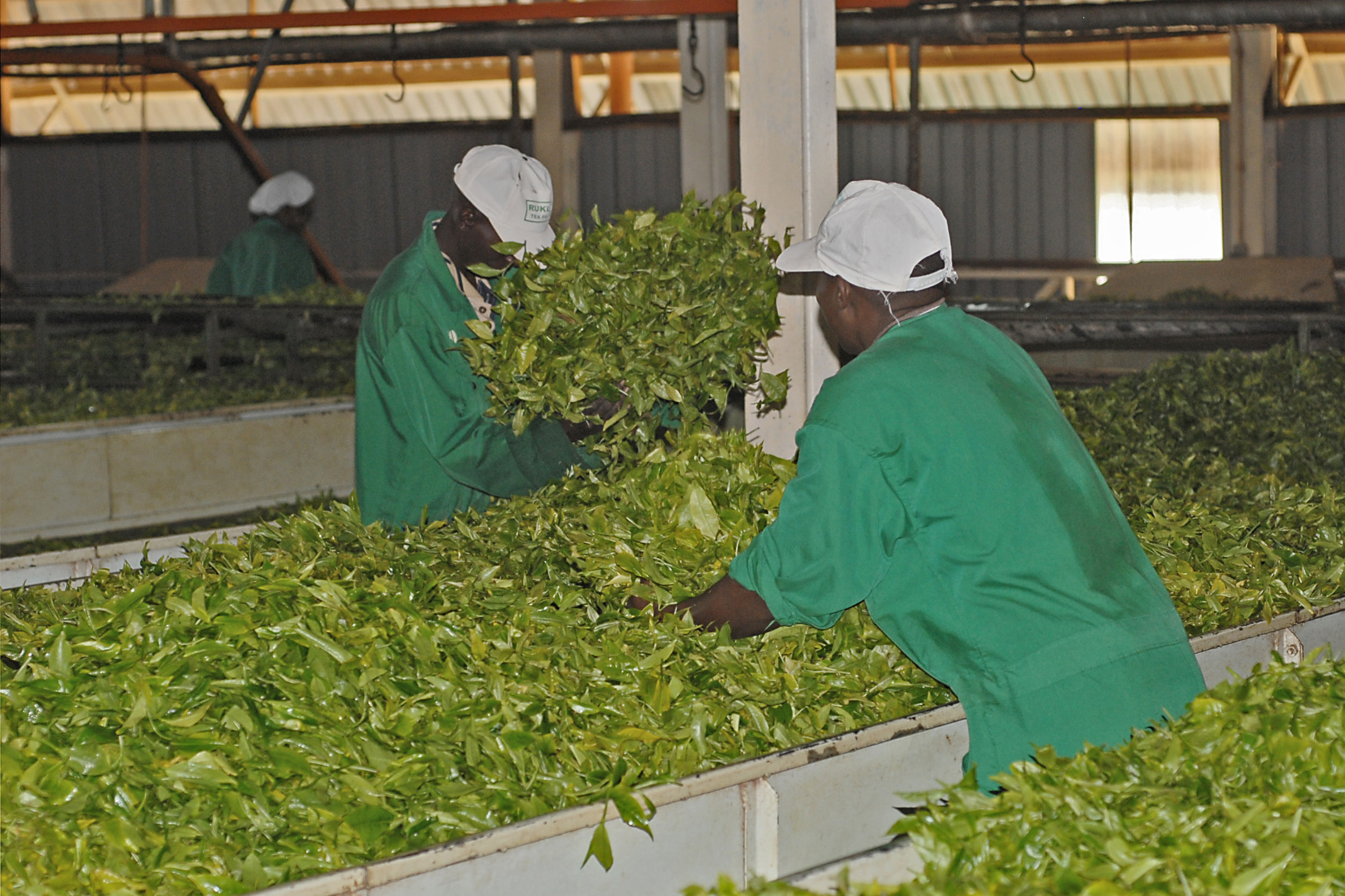

أفادت إدارة الغذاء والدواء الأمريكية، في عام 2011م، أن هناك أدلة قليلة يمكن أن تدعم الادعاء بأن تناول الشاي الأخضر قد يقلل من فرص الإصابة بسرطان الثدي والبروستات.
في تقرير صادر عن المعهد الوطني للسرطان في الولايات المتحدة الأمريكية عام 2010م، تمت الإشارة إلى أن الدراسات الوبائية والتجارب السريرية القليلة التي أجريت على استخدام الشاي للوقاية من السرطان كانت غير حاسمة. لذلك، فالمعهد لا يوصي باستخدام الشاي أو عدم استخدامه لتقليل فرص الإصابة بأي نوع من أنواع السرطان". وربما يكون التناقض في نتائج الدراسات، فيما يتعلق بالربط بين تناول الشاي وخطر الإصابة بالسرطان، راجعًا إلى عوامل عدة بما فيها الاختلاف في تحضير الشاي، وتناوله، والتوافر الحيوي لمركبات الشاي (الكميات التي يمكن للجسم امتصاصها)، والاختلافات في نمط الحياة، والاختلافات الجينية الفردية."  وعلى الرغم من وجود بعض الأدلة الإيجابية على تناول الشاي الأخضر يقلل من خطر الإصابة بسرطان الثدي والبروستات والمبيض وبطانة الرحم، إلا أنها أدلة ضعيفة وغير قاطعة.
خلصت التحليلات التلوية للدراسات الرصدية إلى أن تناول الشاي الأسود لا يبدو أنه يحمي من تطور سرطانات الفم لدى السكان الآسيويين أو القوقازيين، أو تطور سرطان المريء أو سرطان البروستاتا لدى السكان الآسيويين، أو تطور سرطان الرئة.
تناول الشاي الساخن جدًا، ربما يزيد من خطر الإصابة بسرطان المريء.

### أمراض القلب والأوعية الدموية
في الدراسات السريرية الأولية طويلة الأمد، أظهر تناول الشاي الأسود أدلة على أنه يعمل علي انخفاض طفيف في خطر الإصابة بالسكتة الدماغية،  بينما في مراجعة أخرى، لم يكن للشاي الأخضر والشاي الأسود أية تأثيرات كبيرة على خطر الإصابة بأمراض القلب التاجية. كما توصلت مراجعتان لتجارب عشوائية منتظمة إلى أن الاستهلاك طويل الأمد للشاي الأسود يخفض قليلًا من ضغط الدم الانقباضي والانبساطي (حوالي 1-2 ملم زئبق)، وهي النتيجة التي تستند إلى أدلة محدودة. وتوصلت مراجعة كوكرين لعام 2013م إلى بعض الأدلة فيما يتعلق بفائدة تناول الشاي على علامات القلب والأوعية الدموية (الكوليسترول الكلي والكوليسترول الضار)، على الرغم من أن هناك حاجة للمزيد من البحث حول هذا الموضوع.

### خطر الكسر
ليس هناك ما يدل على أن تناول الشاي، يمثل تأثيرًا على حالات الإصابة بكسور العظام بما في ذلك كسور الورك أو كسور عظم العضد عند الرجال أو النساء.

### فقدان الوزن
على الرغم من الاعتقاد الشائع بأن الشاي الأخضر يساعد على إنقاص الوزن، غير أنه لا يوجد دليل قوي على أن تناوله لفترات طويلة يمكن أن يكون له فائدة حقيقية في مساعدة الأشخاص الذين يعانون من زيادة الوزن أو السمنة على إنقاص الوزن، أو أنه حتى يساعد في الحفاظ على وزن صحي للجسم. بل هناك من يشير إلى أن استخدام الشاي الأخضر لمحاولة إنقاص الوزن، يمكن أن يحمل بعض المخاطر الطفيفة لما يسببه من آثار جانبية متمثلة في: الغثيان والإمساك وعدم الراحة في المعدة.